# تپه تماجان
تپه تماجان مربوط به عصر آهن I است و در شهرستان املش، بخش رانکوه، روستای تماجان واقع شده و این اثر در تاریخ ۱ مهر ۱۳۸۲ با شمارهٔ ثبت ۱۰۲۵۹ به‌عنوان یکی از آثار ملی ایران به ثبت رسیده است.